# Ндонг, Базилио
Базилио Ндонг Овоно Нчама (англ. Basilio Ndong Owono Nchama; род. 17 января 1999, Mbini, Рио-Муни) — футболист Экваториальной Гвинеи, защитник клуба «Университатя Крайова» и сборной Экваториальной Гвинеи.

## Клубная карьера
Ндонг — воспитанник футбольной Академии «Кано Спорт». В 2018 году игрок подписал контракт с македонским Шкупи. 14 февраля в матче против «Академия Пандева» он дебютировал в чемпионате Северной Македонии. Летом 2020 года Ндонг перешёл в бельгийский «Вестерло». 23 августа в матче против «Льерса» он дебютировал в Челленджер Про Лига. В 2021 году Ндонг на правах аренды перешёл в норвежский «Старт». 18 сентября в матче против «Брюне» он дебютировал в Первом дивизионе Норвегии. По окончании аренды клуб выкупил трансфер игрока. 15 мая 2022 года в поединке против «Согндала» Базилио забил свой первый гол за «Старт».
В начале 2023 года Ндонг перешёл в румынский «Университатя Крайова». 6 февраля в матче против «Фарула» он дебютировал в чемпионате Румынии. 

## Международная карьера
11 октября 2016 года в товарищеском матче против сборной Ливана Ндонг дебютировал за сборную Экваториальной Гвинеи. В 2021 году Базилио принял участие в Кубке Африки в Камеруне. На турнире он сыграл в матчах против сборных Кот-д’Ивуара, Алжира, Сьерра-Леоне, Мали и Сенегала. 